# ジャック＝フランソワ・ル・ポワヴル
ジャック＝フランソワ・ル・ポワヴル （仏: Jacques-François Le Poivre、1652年2月11日 - 1710年12月6日
）は、ベルギー・フランスの数学者。射影幾何学の先駆者であり、円錐曲線に関する書籍 Traité des sections du cylindrie et du cône considérées dans le solide et dans le plan, avec des démonstrations simples & nouvelles （1704）で広く知られた。
モンスにて、ジャック（Jacques）と Catherine Demeurs の間に生まれた。ル・ポワヴル家は多くの工学者を輩出しており、例えば彫刻家で軍事工学者のピエール・ル・ポワヴル（Pierre Le Poivre, 1546-1626）がいる。ジャック＝フランソワは数学と幾何学を熱心に勉強しつつ、モンスでクラークや測量士として働いていた。
1700年、パリに移住し、1704年に円筒と円錐曲線に関する論文を発表した。このときル・ポワヴルは過去の沢山の研究を見逃し、ラ・イールの作品を盗作したとみなされたこともあった。ラ・イールの論文はすでに有名であった。ル・ポワヴルが論文で用いた透視投影の手法は1673年にラ・イールが Nouvelle méthode en géométrie, pour les sections des superficies coniques et cylindriques で用いていたものと極めて一致していたが、論文の中には新しい定理が幾つか見られたことから、独自に発見したと考えられている。 Traité の第二版は1708年に発表された。1687年頃にル・ポワヴルの発表した算術入門の作品は現在に残されていない。
ル・ポワヴルはギヨーム・ド・ロピタルと親しかった。ル・ポワヴルによる相交弦定理の単純な証明はロピタルを感動させ、ロピタルの書籍 Traité analytique des sections coniques に取り入れられたかもしれないといわれている。ある伝記によれば、ル・ポワヴルは詩人でもあった。